# Trachypodopsis serrulata
Trachypodopsis serrulata là một loài rêu trong họ Trachypodaceae. Loài này được (P. Beauv.) M. Fleisch. mô tả khoa học đầu tiên năm 1906.